# 옙 R1
옙 R1(Yepp R1, YP-R1)는 삼성전자에서 2009년 9월 1일에 출시한 포터블 미디어 플레이어이다.

## 논란
옙 R1 제품이 WAV 파일 지원 여부에 대해 기능을 삼성전자가 거짓으로 홍보했다는 지적이 있다. 이에 대해 삼성전자는 모노 방식의 WAV는 지원하지 않고 스테레오 방식의 WAV 파일만 지원한다고 해명했다.

## 같이 보기
- 삼성 옙
- 삼성 갤럭시 플레이어
- 삼성전자